# Macrinus jaegeri
Macrinus jaegeri là một loài nhện trong họ Sparassidae.
Loài này thuộc chi Macrinus. Macrinus jaegeri được miêu tả năm 2007 bởi Rheims.